# 고이데 요시히데
고이데 요시히데/요시히사(일본어: 小出吉英, 1587년 ~ 1666년 4월 13일)는 에도 시대의 다이묘이다. 다지마 이즈시 번 제2, 4대 번주, 이즈미 기시와다번 제3대 번주를 지냈다. 이즈시 번 고이데가 제3대 당주.
| 전임 고이데 요시마사 고이데 요시치카 | 제2, 4대 이즈시 번 번주 (고이데가) 1604년 ~ 1613년 1619년 ~ 1666년 | 후임 고이데 요시치카 고이데 요시시게 |

| 전임 고이데 요시마사 | 제3대 기시와다번 번주 (고이데가) 1613년 ~ 1619년 | 후임 마쓰다이라 야스시게 |